# Mikołaj Sapieha (1558–1638)
Mikołaj Sapieha (ur. 1558, zm. w lutym 1638) – wojewoda nowogródzki (od 1618), wojewoda miński (od 1611). Ojciec Tomasza Sapiehy.

## Życiorys
Był synem Bohdana i bratem Pawła Stefana.
Kształcił się za granicą, od 1582 w Bolonii, następnie od 1586 w Rzymie i Orleanie (1587).
Po powrocie do kraju uzyskał w 1588 nominację na podkomorzego grodzieńskiego. W 1596 posłował do Szwecji w celu utwierdzenia praw Zygmunta III Wazy do tronu szwedzkiego. W 1603 posłował na sejm. Utrzymywał bliskie kontakty z kanclerzem Lwem Sapiehą.
W 1608–1609 przebywał na kuracji w Cieplicach i Karlsbadzie. Po powrocie 25 listopada 1611 otrzymał Województwo mińskie. W latach następnych przebywał w Boćkach, zajęty sprawami majątkowymi. W 30 maja 1618 otrzymał województwo nowogródzkie. W 1620 posłował na sejm. W 1623 wybrany do komisji ds. traktatów ze Szwecją wymówił się od uczestnictwa w niej powołując się na słaby stan zdrowia. W czasie sejmu warszawskiego w 1626 został powołany z Senatu do Trybunału Skarbowego Wielkiego Księstwa Litewskiego.
Brał udział w sejmie konwokacyjnym w 1632 i przygotowaniach do wojny z Carstwem Rosyjskim, na którą posłał swojego syna Tomasza. Był elektorem Władysława IV Wazy z województwa nowogródzkiego w 1632 roku, podpisał jego pacta conventa. W r. 1635, po śmierci brata Pawła Stefana, przejął w wyniku układu z jego żoną duże, lecz mocno zadłużone, majętności Holszany na wileńszczyźnie, Szawle na Żmudzi, dwór i kamienicę w Wilnie spadek ten jeszcze w tym samym roku 14 grudnia przekazał synom.
Zmarł w lutym 1638 pochowany został w Pietuchowie.